# Scharfer Mauerpfeffer

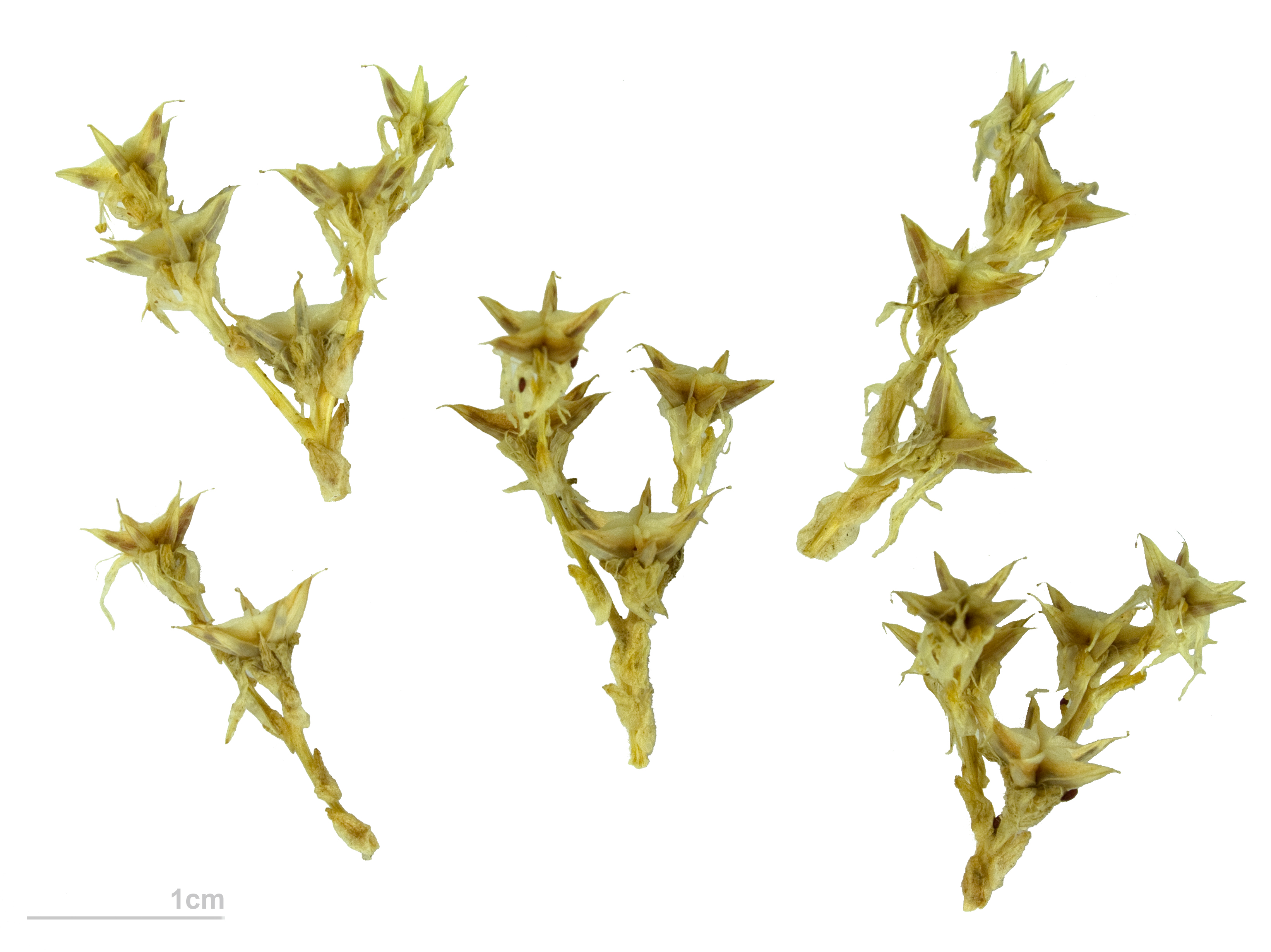
Sedum acre, Früchte und Samen

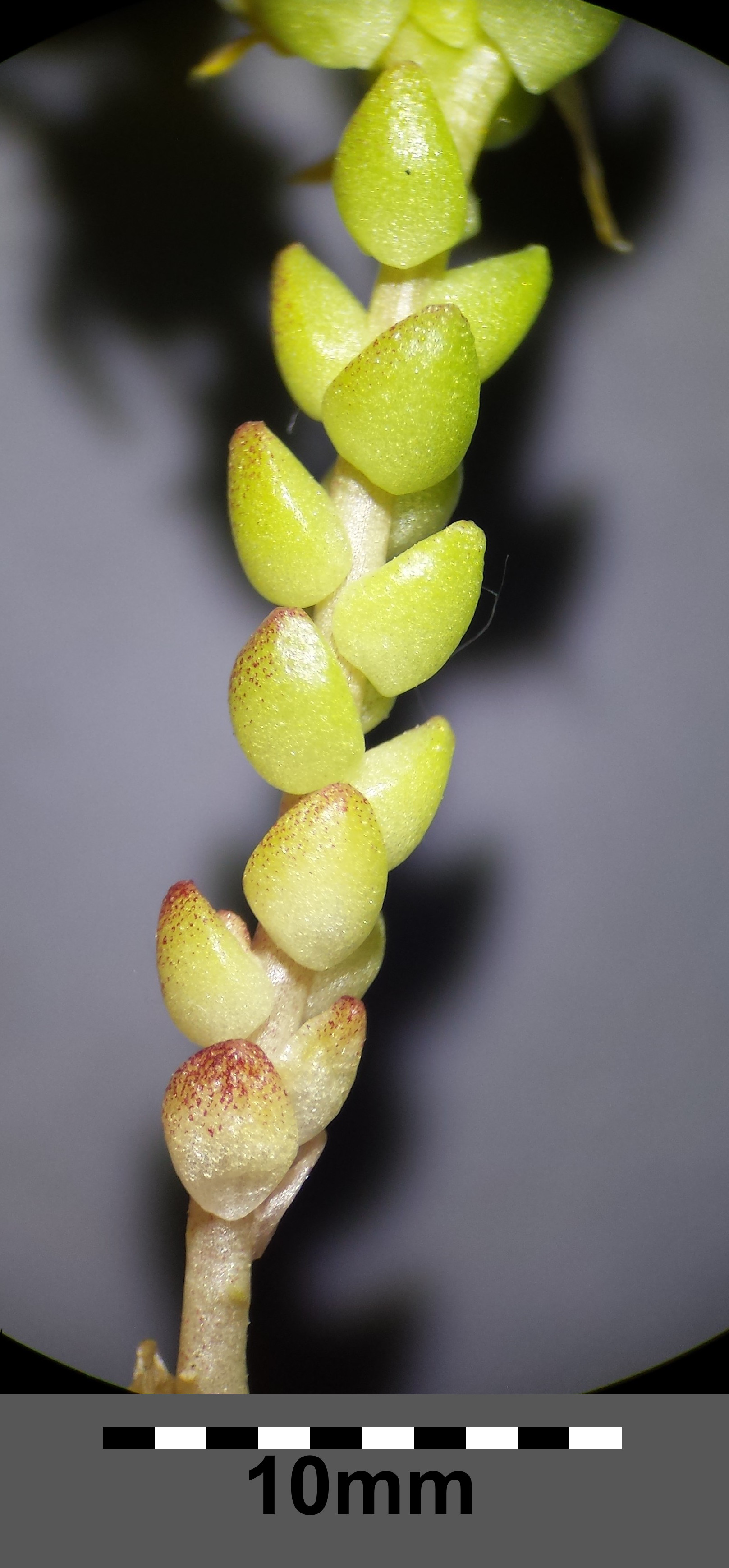
Stängel mit Laubblättern

Der Scharfe Mauerpfeffer (Sedum acre), auch Scharfe Fetthenne genannt, gehört innerhalb der Familie der Dickblattgewächse (Crassulaceae) zur Gattung der Fetthennen (Sedum).

## Beschreibung
Der Scharfe Mauerpfeffer ist eine ausdauernde krautige Pflanze von niedrigem, rasig wachsendem Habitus und erreicht Wuchshöhen von fünf bis 15 Zentimeter. Die eiförmigen, dickfleischigen (sukkulent) Laubblätter werden vier Millimeter lang und zwischen zwei und vier Millimeter breit, wobei die Blätter meist unter der Mitte am breitesten sind. Die Blätter schmecken nach einigem Kauen meist scharf, wovon sich auch der volkstümliche Name ableitet. Verantwortlich für die Schärfe ist das Sedum-Alkaloid Sedamin.
Die Blüten stehen in beblätterten trugdoldigen Wickeln auf 1 bis 4 Millimeter langen Stielen. Die Blüte ist fünfzählig mit sternförmig angeordneten, leuchtend goldgelben Blütenblättern. Die Kelchblätter sind kurz, nur 3 Millimeter lang eiförmig und stumpf. Die Kronblätter sind spitz bis zugespitzt und werden sechs bis acht Millimeter lang. Die 10 Staubblätter sind von zwei Drittel so lang bis fast so lang wie die Kronblätter. Die Hauptblütezeit reicht von Juni bis August. Je Blüte entwickeln sich fünf Balgfrüchte, welche von Juli bis August reifen. Sie sind 3 bis 5 Millimeter lang und haben ein 1 Millimeter langes Stylopodium. Die Samen sind hellbraun, 0,8 Millimeter lang und längsrunzelig.
Die Art ist diploid bis hexaploid und kommt mit den Chromosomenzahlen 2n = 40, 60, 80, 100 oder 120 vor.

## Verbreitung und Standort
Der Scharfe Mauerpfeffer ist in ganz Europa verbreitet und dringt vereinzelt bis nach Nordwestafrika vor. Er kommt außerdem in Westsibirien und in den Kaukasusländern vor und ist in Nordamerika verwildert. Als Standort bevorzugt die Pflanze Mauern, Felsflure, sonnige Pionierrasen und sandige Ruderalstellen wie Bahndämme, Kiesdächer und Kiesgruben, aber auch Dünen sowie trockene, lichte Wälder. Sie ist eine Klassencharakterart der Sedo-Scleranthetea, kommt aber auch in Festuco-Brometea-Gesellschaften vor. In den Allgäuer Alpen steigt er im Tiroler Teil nahe der Unteren Hoch-Alpe am Lech bei Steeg bis zu 1220 m Meereshöhe auf. In den Seealpen erreicht er sogar die Höhe von 2300 Metern.
Die ökologischen Zeigerwerte nach Landolt et al. 2010 sind in der Schweiz: Feuchtezahl F = 1w+ (sehr trocken aber stark wechselnd), Lichtzahl L = 5 (sehr hell), Reaktionszahl R = 3 (schwach sauer bis neutral), Temperaturzahl T = 3 (montan), Nährstoffzahl N = 2 (nährstoffarm), Kontinentalitätszahl K = 4 (subkontinental), Salztoleranz 1 = tolerant.

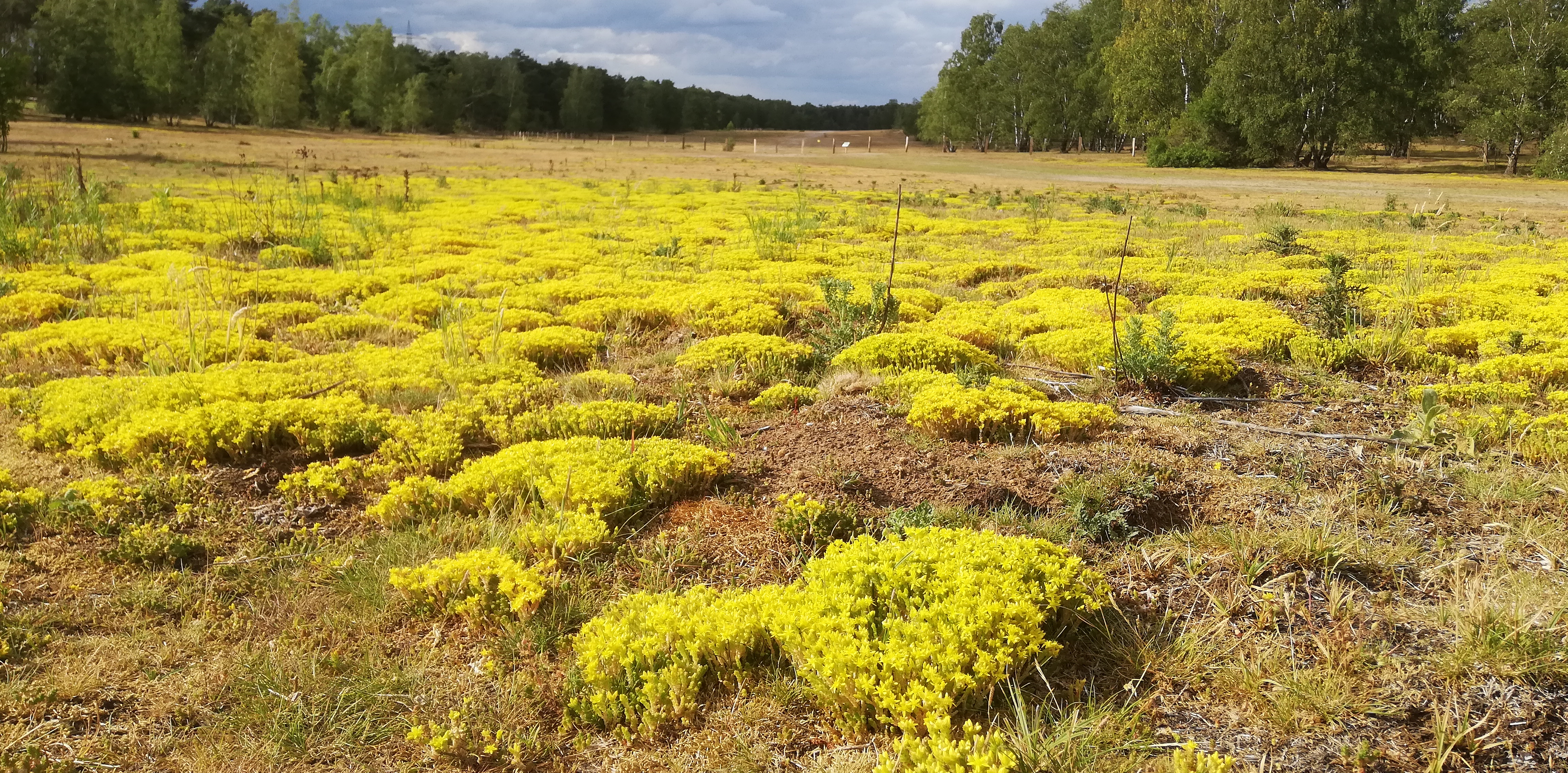
Sedum acre auf einem Sandmagerrasen bei Borken/Westfalen

## Ökologie
Der Scharfe Mauerpfeffer ist ein blattsukkulenter Chamaephyt, dessen Blütentriebe nach der Blüte absterben. Die Blätter sind amphistomatisch, d. h., die Spaltöffnungen liegen auf der Ober- und Unterseite; es sind ca. 18 Spaltöffnungen pro Quadratmillimeter vorhanden. Die Blätter besitzen ein zentrales Wasserspeichergewebe. Die Pflanze ist deshalb austrocknungsfest und wächst  im Herbar weiter, wenn sie nicht vorher z. B. abgebrüht wird. Wie alle Sedum-Arten zeichnet sie sich durch eine interessante physiologische Anpassung an ihre trockenen Standorte aus: Sie gehört nämlich zu den typischen CAM-Pflanzen, die die Photosynthese auf dem Weg des „Säurestoffwechsels der Dickblattgewächse“= Crassulacean Acid Metabolism betreiben.  Das Besondere dabei ist, dass die Spaltöffnungen bei Wasserstress tagsüber geschlossen bleiben, nachts aber geöffnet sind. Das Verhalten einer Normalpflanze ist damit auf den Kopf gestellt. Das nächtlich aufgenommene CO2 wird in den Vakuolen des Assimilationsgewebes in Form von Äpfelsäure gespeichert. Am Tag wird diese in das Zytoplasma zurücktransportiert, wo sie als Malat (Salz der Äpfelsäure) vorliegt. Daraus wird das CO2 abgespalten und der Photosynthese zugeführt. Dieser Prozess kann insgesamt als eine wirkungsvolle, Wasser sparende Anpassung an ein arides Klima, also an sonnige, heiße Tage  und kalte Nächte gedeutet werden.
Die Blüten des Scharfen Mauerpfeffers sind unvollständig vormännliche „Nektar führende Scheibenblumen“. Die Staubblätter biegen sich zum Verstäuben zur Mitte. Der Nektar ist leicht zugänglich. Die Blüten werden vorwiegend von Fliegen und Hautflüglern besucht. Auch spontane Selbstbestäubung ist erfolgreich. Die Kronblätter decken sich in der Knospe seitlich.
Die Früchte öffnen sich bei Nässe (hydrochas). Die Pflanze ist ein typischer Regenballist, d. h. Regentropfen schleudern die feilspanförmigen Samen heraus, die dann als Regenschwemmlinge weiter ausgebreitet werden. Auch Ameisen tragen zur Verbreitung der Samen bei. Eine vegetative Vermehrung ist durch sich leicht bewurzelnde Stängelteile möglich.
Die Früchte sind Ästatiphore d. h., sie geben unter den nötigen Voraussetzungen noch über den ganzen Sommer Samen ab. Die Samen sind Lichtkeimer.

## Verwendung

Das Sedumalkaloid Sedamin

Der Scharfe Mauerpfeffer ist als Zierpflanze z. B. zur Dachbegrünung sehr geeignet und auch für Wildpflanzengärten zu empfehlen.
Bereits 300 v. Chr. wurde Mauerpfeffer (insbesondere Sedum acre bezeichnend) als Heilpflanze genutzt. Um 70 n. Chr. beschreibt der griechische Arzt Dioscurides die Verwendung des reizenden und ätzenden Safts der Pflanze. Im 16. Jahrhundert wurde die seit dem Mittelalter auch als Steinpfeffer bezeichnete Pflanze in verschiedenen Kräuterbüchern erwähnt, unter anderem bei Lonicerus, Matthiolus und Dodoneaus. In den nachfolgenden Jahren verwenden berühmte Mediziner wie Albrecht von Haller und Christoph Wilhelm Hufeland die Pflanze als Heilmittel. Durch Versuche des französischen Toxikologen Mathieu Orfila wird die Giftigkeit von Sedum acre nachgewiesen. Durch Tierexperimente weist der Pharmakologe Jüngst 1888 nach, dass die Pflanze ein ausgesprochenes Gift für das Zentralnervensystem darstellt. Er isolierte ein Alkaloidgemisch, welches er Sedin nannte. 1945 gelang es dem Kanadier Marion, geringe Mengen Nikotin und Sedamin, das erste Sedumalkaloid, zu isolieren. Danach wurden noch viele weitere Alkaloide in der Pflanze gefunden.
Als weitere Wirkstoffgruppen des Scharfen Mauerpfeffers wurden im 20. Jahrhundert Flavonoide bzw. deren Glycoside entdeckt und nachgewiesen.

## Belege
1. 1 2 3 4 5 6 7 8  Gustav Hegi, Herbert Huber: Familie Saxifragaceae. In Gustav Hegi: Illustrierte Flora von Mitteleuropa. 2. Auflage, Band IV, Teil 2, Seite 92–94. Verlag Carl Hanser, München 1961.
2. ↑  Jaakko Jalas, Juha Suominen, Raino Lampinen, Arto Kurtto: Atlas florae europaeae. Band 12: Resedaceae to Platanaceae. Helsinki 1999, ISBN 951-9108-12-2, S. 82–83.
3. ↑  Erich Oberdorfer: Pflanzensoziologische Exkursionsflora für Deutschland und angrenzende Gebiete. Unter Mitarbeit von Angelika Schwabe und Theo Müller. 8., stark überarbeitete und ergänzte Auflage. Eugen Ulmer, Stuttgart (Hohenheim) 2001, ISBN 3-8001-3131-5, S. 483.
4. ↑  Erhard Dörr, Wolfgang Lippert: Flora des Allgäus und seiner Umgebung. Band 1, IHW-Verlag, Eching bei München 2001, ISBN 3-930167-50-6, S. 642.
5. ↑  
Sedum acre L. In: Info Flora, dem nationalen Daten- und Informationszentrum der Schweizer Flora. Abgerufen am 18. Mai 2022.
6. ↑  Michael A. Monterusso, D. Bradley Rowe, Clayton L. Rugh: Establishment and Persistence of Sedum spp. and Native Taxa for Green Roof Applications. In: HortScience. Band 40, Nr. 2, 1. April 2005, ISSN 0018-5345, S. 391–396, doi:10.21273/HORTSCI.40.2.391 (ashs.org [abgerufen am 17. April 2025]).
7. ↑  Vgl. etwa Jürgen Martin: Die ‚Ulmer Wundarznei‘. Einleitung – Text – Glossar zu einem Denkmal deutscher Fachprosa des 15. Jahrhunderts. Königshausen & Neumann, Würzburg 1991 (= Würzburger medizinhistorische Forschungen. Band 52), ISBN 3-88479-801-4 (zugleich Medizinische Dissertation Würzburg 1990), S. 153 (Mūrpfëffer) und 174 (Steinphëffer).